# Cyprinodon inmemoriam
Cyprinodon inmemoriam är en fiskart som beskrevs av Lozano-vilano och Contreras-balderas, 1993. Cyprinodon inmemoriam ingår i släktet Cyprinodon och familjen Cyprinodontidae. IUCN kategoriserar arten globalt som utdöd. Inga underarter finns listade i Catalogue of Life.